# Sitas (decarco)
Sitas (em grego: Σίττας; romaniz.: Síttas) foi um oficial bizantino do século VI, ativo no reinado do imperador Maurício (r. 582–602). Aparece nas fontes em 589, quando, como decarco de Martirópolis, a entregou ao Império Sassânida do xá Hormisda IV (r. 579–589) depois de alegadamente ser insultado por um superior. No fim de 590, quando Maurício ajudou o deposto Cosroes II (r. 590–628) a retomar seu trono usurpado pelo rebelde Vararanes VI (r. 590), Martirópolis foi devolvida aos bizantinos e Sitas, que apoiou Vararanes, foi entregue e então executado pelo general Comencíolo segundo Teofilacto Simocata e Evágrio Escolástico. Segundo Nicéforo Calisto Xantópulo, contudo, foi apedrejado pelos martiropolenses.